# Elena Amaya León
María Elena Amaya León (Valladolid, 1972) es una política española adscrita al PSOE y alcaldesa de la villa de Puerto Real desde el 15 de junio de 2019 hasta el 17 de junio de 2023. Además, durante la legislatura de 2015 a 2019, fue concejala del Ayuntamiento de Puerto Real y Diputada Provincial de la Diputación de Cádiz, teniendo responsabilidades de gobierno en esta entidad.

## Biografía
Nacida en 1972 en la ciudad de Valladolid, sus padres se mudaron temporalmente por cuestiones laborales a la villa de Puerto Real. Llegó al Partido Socialista Obrero Español poco antes de las elecciones municipales de 2015, cuando se contó con ella para liderar el PSOE en Puerto Real.
En las elecciones municipales de 2019, el Partido Socialista consigue 7 ediles en el ayuntamiento de Puerto Real junto a su formación, uno menos que el partido más votado Adelante Puerto Real (Podemos e Izquierda Unida). Finalmente el 14 de junio se supo que pactaría con Andalucía por Si (hasta 2015 Partido Andalucista) para conseguir la alcaldía, sumando los 11 ediles necesarios para gobernar. Amaya León fue reelegida a la alcaldía de Puerto Real el 15 de junio de 2019. 
En octubre de 2022 Andalucía por Sí rompe el pacto de gobierno con el PSOE de Puerto Real. Esto deja a Elena Amaya León gobernando en minoría.
En las municipales de 2023 en Puerto Real, el partido izquierda Unida fue el ganador de las elecciones, obteniendo 8 concejales. El Partido Socialista Obrero Español consiguió 5 concejales, quedando en segundo lugar, la Unión andalucista obtuvo 4. El Partido Popular 2 concejales, mientras que Vox y Adelante Andalucía un concejal cada uno. Siendo sucedida por Aurora Salvador, de Izquierda Unida.